# Cerro Tamborero
Cerro Tamborero es una montaña ubicada en el estado Estado Aragua, en el extremo norte del parque nacional Henri Pittier de la cordillera de la costa de Venezuela. Cerro Tamborero se encuentra a 471 metros (1545,3 pies) sobre el nivel del mar. El cerro colinda entre la bahía de Cepe y la ensenada de Tuja, conformando el extremo más noreste del estado.
El terreno alrededor del Cerro Tamborero es variado. Al norte, el mar es el más cercano al Cerro Tamborero. El punto más alto de la zona tiene una altura de 1398 metros (4586,6 pies) y se encuentra 6,1 kilómetros (3,8 mi) al sureste del cerro Tamborero. Hay alrededor de 683 personas por kilómetro cuadrado en la parroquia Chua donde se ubica el Cerro Tamborero. Cerro Tamborero está casi completamente rodeado de Selva tropical característica del parque nacional. 